# Riders of the Purple Sage (film, 1918)
Pour les articles homonymes, voir Riders of the Purple Sage.
Pour plus de détails, voir Fiche technique et Distribution.
Riders of the Purple Sage est un film muet américain réalisé par Frank Lloyd et sorti en 1918.

## Fiche technique
- Titre : Riders of the Purple Sage
- Réalisation : Frank Lloyd
- Scénario : Frank Lloyd, d'après un roman de Zane Grey
- Production : Fox Film Corporation
- Genre : Western
- Durée : 57 minutes
- Date de sortie :
  - États-Unis : 1er septembre 1918

## Distribution
- William Farnum : Lassiter
- Mary Mersch (en) : Jane Withersteen
- William Scott : Venters
- Marc Robbins : Dyer
- Murdock MacQuarrie : Tull
- Kathryn Adams : Millie
- Nancy Caswell : Fay Larkin
- J. Holmes : Jerry Carol
- Buck Jones : un cow-boy
- Jack Nelson : un cow-boy